# The Singles 1992–2003
The Singles 1992–2003 – składanka podsumowująca 17 lat istnienia formacji No Doubt. Longplay zawiera wszystkie single zespołu, w tym promujący płytę kawałek "It’s My Life", będący przeróbką hitu grupy Talk Talk.

## Lista utworów
1. "Just A Girl" - 3:26
2. "It's My Life" - 3:46
3. "Hey Baby" - 3:27
4. "Bathwater" - 4:00
5. "Sunday Morning" - 4:31
6. "Hella Good" - 4:02
7. "New" - 4:24
8. "Underneath It All" - 5:02
9. "Excuse Me Mr." - 3:04
10. "Running" - 4:01
11. "Spiderwebs" - 4:27
12. "Simple Kind Of Life" - 4:16
13. "Don't Speak" - 4:22
14. "Ex-Girlfriend" - 3:31
15. "Trapped In A Box" - 3:26
16. "Girls Get the Bass In The Back" (Hey baby remix)